# Andreja Leški

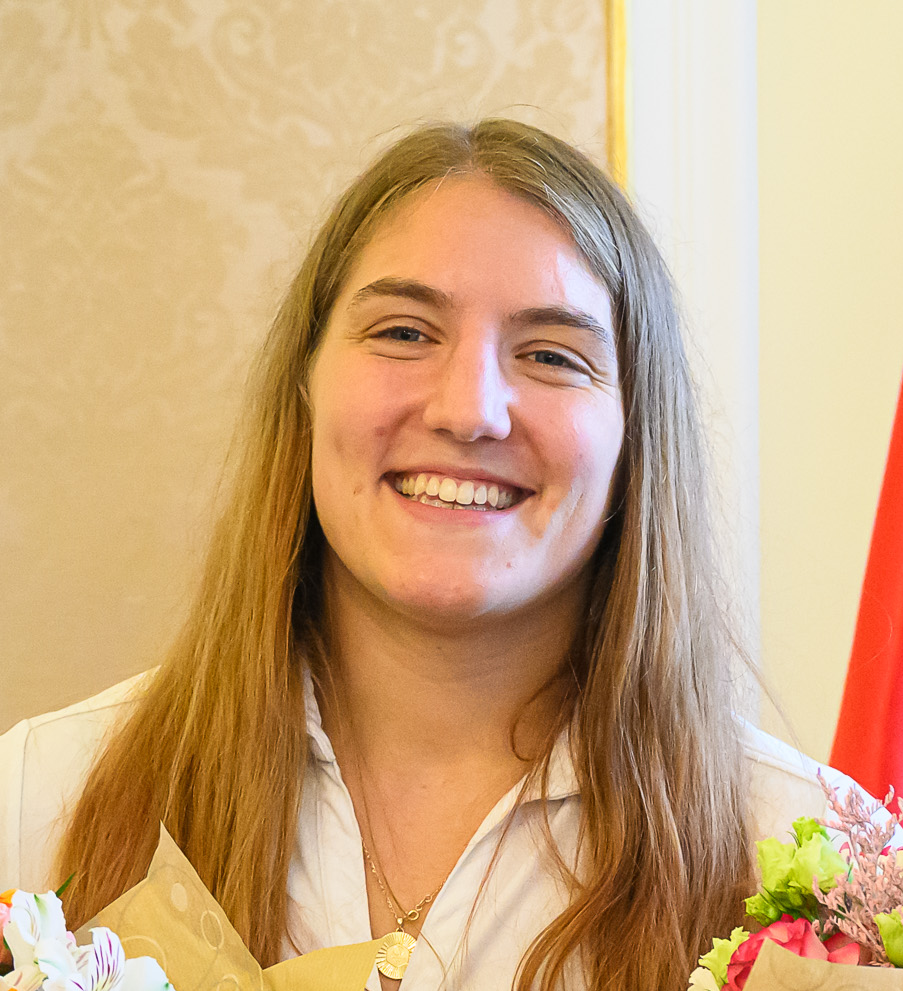
Andreja Leški, 2024

Andreja Leški (* 8. Januar 1997 in Koper) ist eine slowenische Judoka. Die Olympiasiegerin von 2024 war 2021 und 2023 Zweite der Weltmeisterschaften sowie 2021 Dritte der Europameisterschaften und 2023 Europameisterin.

## Sportliche Karriere
Andreja Leški gewann 2015 den slowenischen Meistertitel im Leichtgewicht, der Gewichtsklasse bis 57 Kilogramm. 2016 und 2019 war sie Meisterin im Halbmittelgewicht bis 63 Kilogramm, 2017 und 2018 belegte sie jeweils den zweiten Platz hinter Tina Trstenjak.
2013 war Leški Zweite der Kadetteneuropameisterschaften in der Gewichtsklasse bis 48 Kilogramm. 2014 gewann sie den Titel in der Gewichtsklasse bis 52 Kilogramm. Zweieinhalb Monate später war sie Dritte der Junioreneuropameisterschaften. 2015 gewann sie in der Gewichtsklasse bis 57 Kilogramm eine Bronzemedaille bei den Juniorenweltmeisterschaften. 2016 war sie Zweite der Junioreneuropameisterschaften.
Anfang 2018 gewann Andreja Leški das Grand-Slam-Turnier in Düsseldorf. Anfang 2021 erreichte sie zweimal ein Grand-Slam-Finale. In Tel Aviv unterlag sie im Finale Tina Trstenjak, in Taschkent verlor sie gegen die Japanerin Miku Tashiro. Bei den Europameisterschaften 2021 in Lissabon unterlag sie im Halbfinale der Russin Darja Dawydowa. Den Kampf um eine Bronzemedaille gewann sie gegen die Polin Agata Ozdoba. Anderthalb Monate später erreichte sie bei den Weltmeisterschaften in Budapest durch einen Sieg über die Brasilianerin Ketleyn Quadros das Halbfinale. Im Halbfinale bezwang sie die Venezolanerin Anriquelis Barrios, im Finale unterlag sie der Französin Clarisse Agbegnenou.
Nach einem schwächeren Jahr 2022 erreichte Andreja Leški bei den Weltmeisterschaften 2023 in Doha mit einem Sieg über die Niederländerin Joanne van Lieshout das Finale. Im Finale unterlag sie wie 2021 der Französin Agbegnenou. Ein halbes Jahr später bei den Europameisterschaften 2023 in Montpellier traf sie im Finale auf die Israelin Gili Sharir und gewann ihren ersten internationalen Titel. Im April 2024 bei den Europameisterschaften in Zagreb unterlag sie im Halbfinale der Tschechin Renata Zachová. Mit einem Sieg über die Österreicherin Lubjana Piovesana sicherte sich Leški dann eine Bronzemedaille. Im Mai belegte Leški den fünften Platz bei den Weltmeisterschaften in Abu Dhabi, nachdem sie im Halbfinale gegen die Polin Angelika Szymańska verloren hatte. Zwei Monate später bei den Olympischen Spielen in Paris bezwang Leški im Halbfinale Clarisse Agbegnenou und im Finale die Mexikanerin Prisca Awiti Alcaraz. Sie wurde damit nach Urška Žolnir 2012 und Tina Trstenjak 2016 die dritte slowenische Olympiasiegerin im Halbmittelgewicht.

## Sonstiges
Bei der Kelag International in Ljubljana ist sie als IT-Spezialistin angestellt.